# Ravels
Ravels és un municipi belga de la província d'Anvers a la regió de Flandes. Està compost per les seccions de Eel, Poppel, Weelde i Weelde-Station. Limita al nord-oest amb Alphen-Chaam, al nord amb Goirle, al nord-est amb Hilvarenbeek, a l'oest amb Baarle-Nassau, al sud-oest amb Turnhout, al sud amb Oud-Turnhout i al sud-est amb Reusel-De Mierden i Arendonk.

## Evolució de la població

### Seglexix
| Any      | 1806 | 1816 | 1830 | 1846 | 1856 | 1866 | 1876 | 1880  | 1890  |
| -------- | ---- | ---- | ---- | ---- | ---- | ---- | ---- | ----- | ----- |
| Població | 720  | 631  | 700  | 780  | 770  | 856  | 955  | 1.007 | 1.004 |
|          |      |      |      |      |      |      |      |       |       |

### Segle XX (fins a 1976)
| Any      | 1900  | 1910  | 1920  | 1930  | 1947  | 1961  | 1970  | 1976  |  |
| -------- | ----- | ----- | ----- | ----- | ----- | ----- | ----- | ----- |  |
| Població | 1.207 | 1.777 | 2.033 | 2.308 | 3.221 | 3.842 | 4.046 | 4.068 |  |
|          |       |       |       |       |       |       |       |       |  |

### 1977 ençà
| Població  | 9.929 | 10.226 | 10.674 | 11.372 | 12.336 | 13.099 | 13.531 |
| Font: NIS |       |        |        |        |        |        |        |